# 路易斯·冈萨雷斯 (足球运动员)
路易斯·冈萨雷斯（Luis Oscar 'Lucho' González，1981年1月19日—）阿根廷足球運動員，司职中场。曾效力葡萄牙球會波尔图，2014年转会至卡塔尔球队赖扬。

## 生平

### 球會
路易斯·冈萨雷斯，经常被人昵称为卢乔（Lucho）·冈萨雷斯。這名球員出身於阿根廷中下游球會，曾效力阿根廷著名俱乐部河床。2005年轉投葡萄牙球會波尔圖，為球會贏得2005年葡超聯賽冠軍。在球會他上陣了87場入23球，以細膩的技術和控球能力稱許，是球會首席射手。在2006-07年歐冠杯對漢堡的分組賽中，他射入的一球，被賽會視為分組賽最佳入球之一。
他原本被歐洲一些大球會招致，如國際米蘭等，但遭他本人一一拒絕。

### 國家隊
他代表國家隊出戰2004年雅典奧運，贏得了一面金牌。之後出席了2006年世界杯，原本在分組賽有著出色表現，但在八強賽中多次浪費入球機會，跟教練佩克尔曼同被視為是當屆敗給德國的罪魁禍首之一。

## 榮譽
- 葡超聯賽冠軍：2005-06、2006-07、2007-08
- 2004年雅典奧運：金牌